# Список птахів Європи
Це перелік видів птахів, зафіксованих на території Європи. Авіфауна цієї частини світу налічує загалом 930 видів птахів, з яких 18 були інтродуковані людьми. 65 видів перебувають під загрозою зникнення, а 4 види вимерли.

## Позначки
Наступні теги використані для виділення деяких категорій птахів.
- (А) Випадковий — вид, який рідко або випадково трапляється в Європі
- (Е) Ендемічий — вид, який є ендеміком Європи
- (Ext) Вимерлий — вид, який мешкав в Європі, однак повністю вимер
- (Ex) Локально вимерлий — вид, який більше не трапляється в Європі, хоча його популяції існують в інших місцях
- (I) Інтродукований — вид, завезений до Європи як наслідок, прямих чи непрямих людських дій

## Куроподібні(Galliformes)

### Родина:Цесаркові(Numididae)
- Цесарка рогата, Numida meleagris (I)

### Родина:Фазанові(Phasianidae)
- Орябок лісовий, Tetrastes bonasia
- Глушець білодзьобий, Tetrao urogallus
- Тетерук євразійський, Lyrurus tetrix
- Куріпка тундрова, Lagopus muta
- Куріпка біла, Lagopus lagopus
- Кеклик європейський, Alectoris graeca (E)
- Кеклик кремовогорлий, Alectoris chukar
- Кеклик берберійський, Alectoris barbara
- Кеклик червононогий, Alectoris rufa (E)
- Турач туркменський, Francolinus francolinus (Ex)
- Куріпка сіра, Perdix perdix
- Перепілка звичайна, Coturnix coturnix
- Мікадо китайський, Syrmaticus reevesii (I)
- Фазан звичайний, Phasianus colchicus (I)
- Фазан золотий, Chrysolophus pictus (I)
- Фазан алмазний, Chrysolophus amherstiae (I)

## Гусеподібні(Anseriformes)

### Родина:Качкові(Anatidae)
- Свистач білоголовий, Dendrocygna viduata (A)
- Казарка чорна, Branta bernicla
- Казарка червоновола, Branta ruficollis
- Казарка канадська, Branta canadensis
- Казарка білощока, Branta leucopsis
- Казарка мала, Branta hutchinsii (A)
- Гуска гірська, Anser indicus (A)
- Гуска Росса, Anser rossii (A)
- Гуска біла, Anser caerulescens
- Гуска сіра, Anser anser
- Гуменник великий, Anser fabalis
- Гуменник короткодзьобий, Anser brachyrhynchus
- Anser serrirostris
- Гуска білолоба, Anser albifrons
- Гуска мала, Anser erythropus
- Лебідь-шипун, Cygnus olor
- Лебідь чорнодзьобий, Cygnus columbianus
- Лебідь-кликун, Cygnus cygnus
- Каргарка нільська, Alopochen aegyptiaca
- Галагаз євразійський, Tadorna tadorna
- Огар рудий, Tadorna ferruginea
- Каролінка, Aix sponsa
- Мандаринка, Aix galericulata (I)
- Чирянка-квоктун, Sibirionetta formosa (A)
- Чирянка велика, Spatula querquedula
- Чирянка руда, Spatula cyanoptera (A)
- Чирянка блакитнокрила, Spatula discors (A)
- Широконіска північна, Spatula clypeata
- Нерозень, Mareca strepera
- Качка далекосхідна, Mareca falcata (A)
- Свищ євразійський, Mareca penelope
- Свищ американський, Mareca americana (A)
- Крижень звичайний, Anas platyrhynchos
- Крижень американський, Anas rubripes (A)
- Шилохвіст північний, Anas acuta
- Чирянка мала, Anas crecca
- Чирянка американська, Anas carolinensis
- Чирянка вузькодзьоба, Marmaronetta angustirostris
- Чернь червонодзьоба, Netta rufina
- Попелюх довгодзьобий, Aythya valisineria (A)
- Попелюх американський, Aythya americana (A)
- Попелюх звичайний, Aythya ferina
- Чернь білоока, Aythya nyroca
- Чернь канадська, Aythya collaris (A)
- Чернь чубата, Aythya fuligula
- Чернь морська, Aythya marila
- Чернь американська, Aythya affinis (A)
- Пухівка мала, Polysticta stelleri
- Пухівка Фішера, Somateria fischeri (A)
- Пухівка горбатодзьоба, Somateria spectabilis
- Пухівка зеленошия, Somateria mollissima
- Каменярка, Histrionicus histrionicus
- Турпан білолобий, Melanitta perspicillata (A)
- Турпан білокрилий, Melanitta fusca
- Турпан горбатодзьобий, Melanitta deglandi
- Турпан азійський, Melanitta stejnegeri
- Синьга, Melanitta nigra
- Синьга американська, Melanitta americana
- Морянка, Clangula hyemalis
- Гоголь малий, Bucephala albeola (A)
- Гоголь зеленоголовий, Bucephala clangula
- Гоголь ісландський, Bucephala islandica
- Крех малий, Mergellus albellus
- Крех жовтоокий, Lophodytes cucullatus (A)
- Крех великий, Mergus merganser
- Крех середній, Mergus serrator
- Савка американська, Oxyura jamaicensis
- Савка білоголова, Oxyura leucocephala

## Дрімлюгоподібні(Caprimulgiformes)

### Родина:Дрімлюгові(Caprimulgidae)
- Анаперо віргінський, Chordeiles minor (A)
- Дрімлюга іспанський, Caprimulgus ruficollis
- Дрімлюга звичайний, Caprimulgus europaeus
- Дрімлюга буланий, Caprimulgus aegyptius (A)

## Серпокрильцеподібні(Apodiformes)

### Родина:Серпокрильцеві(Apodidae)
- Колючохвіст білогорлий, Hirundapus caudacutus (A)
- Голкохвіст східний, Chaetura pelagica (A)
- Серпокрилець білочеревий, Tachymarptis melba
- Серпокрилець чорний, Apus apus
- Серпокрилець канарський, Apus unicolor
- Серпокрилець блідий, Apus pallidus
- Серпокрилець сибірський, Apus pacificus (A)
- Серпокрилець малий, Apus affinis
- Серпокрилець білогузий, Apus caffer

## Дрохвоподібні(Otidiformes)

### Родина:Дрохвові(Otididae)
- Дрохва євразійська, Otis tarda
- Джек, Chlamydotis undulata (A)
- Джек східний, Chlamydotis macqueenii (A)
- Хохітва, Tetrax tetrax

## Зозулеподібні(Cuculiformes)

### Родина:Зозулеві(Cuculidae)
- Зозуля чубата, Clamator glandarius
- Кукліло північний, Coccyzus americanus (A)
- Кукліло чорнодзьобий, Coccyzus erythropthalmus (A)
- Зозуля рудовола, Hierococcyx hyperythrus (A)
- Зозуля глуха, Cuculus saturatus (A)
- Зозуля сибірська, Cuculus optatus (A)
- Зозуля звичайна, Cuculus canorus

## Рябкоподібні(Pterocliformes)

### Родина:Рябкові(Pteroclidae)
- Саджа звичайна, Syrrhaptes paradoxus (A)
- Рябок білочеревий, Pterocles alchata
- Рябок чорночеревий, Pterocles orientalis

## Голубоподібні(Columbiformes)

### Родина:Голубові(Columbidae)
- Голуб сизий, Columba livia
- Голуб-синяк, Columba oenas
- Припутень, Columba palumbus
- Columba trocaz(інші мови) (Е)
- Columba bollii(інші мови) (Е)
- Columba junoniae(інші мови) (Е)
- Горлиця звичайна, Streptopelia turtur
- Горлиця велика, Streptopelia orientalis (A)
- Горлиця садова, Streptopelia decaocto
- Streptopelia roseogrisea(інші мови) (I)
- Горлиця мала, Streptopelia senegalensis
- Голуб мандрівний, Ectopistes migratorius (A) (Ext)
- Зенаїда північна, Zenaida macroura (A)
- Zenaida aurita(інші мови) (A)

## Журавлеподібні(Gruiformes)

### Родина:Пастушкові(Rallidae)
- Пастушок віргінський, Rallus limicola (A)
- Пастушок водяний, Rallus aquaticus
- Деркач африканський, Crecopsis egregia (A)
- Деркач лучний, Crex crex
- Погонич каролінський, Porzana carolina (A)
- Погонич звичайний, Porzana porzana
- Курочка мала, Paragallinula angulata (A)
- Курочка латиноамериканська, Gallinula galeata (A)
- Курочка водяна, Gallinula chloropus
- Лиска звичайна, Fulica atra
- Лиска африканська, Fulica cristata
- Лиска американська, Fulica americana (A)
- Султанка африканська, Porphyrio alleni (A)
- Султанка американська, Porphyrio martinicus (A)
- Султанка пурпурова, Porphyrio porphyrio
- Султанка зеленоспинна, Porphyrio madagascariensis (A)
- Султанка сіроголова, Porphyrio poliocephalus (A)
- Погонич-крихітка, Zapornia pusilla
- Погонич малий, Zapornia parva
- Погонич буроголовий, Aenigmatolimnas marginalis (A)
- Курочка рогата, Gallicrex cinerea (A)

### Родина:Журавлеві(Gruidae)
- Журавель білий, Leucogeranus leucogeranus
- Журавель канадський, Antigone canadensis (A)
- Журавель степовий, Grus virgo
- Журавель сірий, Grus grus
- Журавель чорний, Grus monacha (A)

## Пірникозоподібні(Podicipediformes)

### Родина:Пірникозові(Podicipedidae)
- Пірникоза мала, Tachybaptus ruficollis
- Пірникоза рябодзьоба, Podilymbus podiceps (A)
- Пірникоза сірощока, Podiceps grisegena
- Пірникоза велика, Podiceps cristatus
- Пірникоза червоношия, Podiceps auritus
- Пірникоза чорношия, Podiceps nigricollis

## Фламінгоподібні(Phoenicopteriformes)

### Родина:Фламінгові(Phoenicopteridae)
- Фламінго рожевокрилий, Phoenicopterus roseus
- Фламінго червоний, Phoenicopterus ruber (A)
- Фламінго малий, Phoenicopterus minor (A)

## Сивкоподібні(Charadriiformes)

### Родина:Лежневі(Turnicidae)
- Триперстка африканська, Turnix sylvaticus

### Родина:Лежневі(Burhinidae)
- Лежень степовий, Burhinus oedicnemus

### Родина:Куликосорокові(Haematopodidae)
- Кулик-сорока американський, Haematopus palliatus (A)
- Кулик-сорока канарський, Haematopus meadewaldoi (E) (Ext)
- Кулик-сорока євразійський, Haematopus ostralegus

### Родина:Чоботарові(Recurvirostridae)
- Кулик-довгоніг чорнокрилий, Himantopus himantopus
- Чоботар синьоногий, Recurvirostra avosetta
- Чоботар американський, Recurvirostra americana (A)

### Родина:Сивкові(Charadriidae)
- Чайка чубата, Vanellus vanellus
- Чайка шпорова, Vanellus spinosus
- Чайка сіра, Vanellus cinereus (A)
- Чайка степова, Vanellus gregarius (A)
- Чайка білохвоста, Vanellus leucurus (A)
- Сивка звичайна, Pluvialis apricaria
- Сивка бурокрила, Pluvialis fulva (A)
- Сивка американська, Pluvialis dominica (A)
- Сивка морська, Pluvialis squatarola
- Пісочник великий, Charadrius hiaticula
- Пісочник канадський, Charadrius semipalmatus (A)
- Пісочник малий, Charadrius dubius
- Пісочник крикливий, Charadrius vociferus (A)
- Пісочник-пастух, Charadrius pecuarius (A)
- Пісочник морський, Charadrius alexandrinus
- Пісочник монгольський, Charadrius mongolus (A)
- Пісочник товстодзьобий, Charadrius leschenaultii (A)
- Пісочник каспійський, Charadrius asiaticus (A)
- Пісочник довгоногий, Charadrius veredus (A)
- Хрустан євразійський, Charadrius morinellus

### Родина:Мальованцеві(Rostratulidae)
- Мальованець афро-азійський, Rostratula benghalensis

### Родина:Баранцеві(Scolopacidae)
- Бартрамія, Bartramia longicauda (A)
- Кульон середній, Numenius phaeopus
- Кульон гудзонський, Numenius hudsonicus (A)
- Кульон-крихітка, Numenius minutus (A)
- Кульон ескімоський, Numenius borealis (ймовірно вимер)
- Кульон тонкодзьобий, Numenius tenuirostris (A)
- Кульон великий, Numenius arquata
- Грицик малий, Limosa lapponica
- Грицик великий, Limosa limosa
- Грицик канадський, Limosa haemastica (A)
- Крем'яшник звичайний, Arenaria interpres
- Побережник великий, Calidris tenuirostris (A)
- Побережник ісландський, Calidris canutus
- Брижач, Calidris pugnax
- Побережник болотяний, Calidris falcinellus
- Побережник гострохвостий, Calidris acuminata (A)
- Побережник довгоногий, Calidris himantopus (A)
- Побережник червоногрудий, Calidris ferruginea
- Побережник білохвостий, Calidris temminckii
- Побережник довгопалий, Calidris subminuta (A)
- Лопатень, Calidris pygmeus (A)
- Побережник рудоголовий, Calidris ruficollis (A)
- Побережник білий, Calidris alba
- Побережник чорногрудий, Calidris alpina
- Побережник морський, Calidris maritima
- Побережник канадський, Calidris bairdii (A)
- Побережник малий, Calidris minuta
- Побережник-крихітка, Calidris minutilla (A)
- Побережник білогрудий, Calidris fuscicollis (A)
- Жовтоволик, Calidris subruficollis (A)
- Побережник арктичний, Calidris melanotos (A)
- Побережник тундровий, Calidris pusilla (A)
- Побережник аляскинський, Calidris mauri (A)
- Неголь довгодзьобий, Limnodromus scolopaceus (A)
- Неголь короткодзьобий, Limnodromus griseus (A)
- Слуква лісова, Scolopax rusticola
- Слуква американська, Scolopax minor (A)
- Баранець малий, Lymnocryptes minimus
- Баранець азійський, Gallinago stenura (A)
- Баранець лісовий, Gallinago megala (A)
- Баранець великий, Gallinago media
- Баранець звичайний, Gallinago gallinago
- Gallinago delicata (A)
- Мородунка, Xenus cinereus
- Плавунець довгодзьобий, Phalaropus tricolor (A)
- Плавунець круглодзьобий, Phalaropus lobatus
- Плавунець плоскодзьобий, Phalaropus fulicarius
- Набережник палеарктичний, Actitis hypoleucos
- Набережник плямистий, Actitis macularius (A)
- Коловодник лісовий, Tringa ochropus
- Коловодник малий, Tringa solitaria (A)
- Коловодник попелястий, Tringa brevipes (A)
- Коловодник жовтоногий, Tringa flavipes (A)
- Коловодник американський, Tringa semipalmata (A)
- Коловодник звичайний, Tringa totanus
- Коловодник ставковий, Tringa stagnatilis
- Коловодник болотяний, Tringa glareola
- Коловодник чорний, Tringa erythropus
- Коловодник великий, Tringa nebularia
- Коловодник строкатий, Tringa melanoleuca (A)

### Родина:Дерихвостові(Glareolidae)
- Бігунець пустельний, Cursorius cursor (A)
- Дерихвіст лучний, Glareola pratincola
- Дерихвіст забайкальський, Glareola maldivarum (A)
- Дерихвіст степовий, Glareola nordmanni (A)

### Родина:Мартинові(Laridae)
- Мартин трипалий, Rissa tridactyla
- Мартин білий, Pagophila eburnea (A)
- Мартин вилохвостий, Xema sabini
- Мартин тонкодзьобий, Chroicocephalus genei (A)
- Мартин канадський, Chroicocephalus philadelphia (A)
- Мартин звичайний, Chroicocephalus ridibundus
- Мартин сіроголовий, Chroicocephalus cirrocephalus (A)
- Мартин малий, Hydrocoloeus minutus
- Мартин рожевий, Rhodostethia rosea (A)
- Leucophaeus atricilla (A)
- Мартин ставковий, Leucophaeus pipixcan (A)
- Мартин реліктовий, Ichthyaetus relictus (A)
- Мартин сіроногий, Ichthyaetus audouinii
- Мартин середземноморський, Ichthyaetus melanocephalus
- Мартин каспійський, Ichthyaetus ichthyaetus (A)
- Мартин червономорський, Ichthyaetus leucophthalmus (A)
- Мартин сизий, Larus canus
- Мартин аляскинський, Larus brachyrhynchus (A)
- Мартин делаверський, Larus delawarensis (A)
- Мартин морський, Larus marinus
- Мартин домініканський, Larus dominicanus (A)
- Мартин берингійський, Larus glaucescens (A)
- Мартин полярний, Larus hyperboreus
- Мартин гренландський, Larus glaucoides
- Мартин сріблястий, Larus argentatus
- Мартин американський, Larus smithsonianus
- Мартин сибірський, Larus vegae (A)
- Мартин жовтоногий, Larus cachinnans
- Larus michahellis
- Мартин севанський, Larus armenicus
- Мартин охотський, Larus schistisagus (A)
- Мартин чорнокрилий, Larus fuscus
- Крячок чорнодзьобий, Gelochelidon nilotica
- Крячок каспійський, Hydroprogne caspia
- Крячок бенгальський, Thalasseus bengalensis (A)
- Крячок королівський, Thalasseus maximus (A)
- Крячок африканський, Thalasseus albididorsalis (A)
- Крячок рябодзьобий, Thalasseus sandvicensis
- Крячок атлантичний, Thalasseus acuflavidus (A)
- Крячок каліфорнійський, Thalasseus elegans (A)
- Крячок малий, Sternula albifrons
- Крячок мекранський, Sternula saundersi (A)
- Крячок карибський, Sternula antillarum (A)
- Крячок камчатський, Onychoprion aleuticus (A)
- Крячок бурокрилий, Onychoprion anaethetus (A)
- Крячок строкатий, Onychoprion fuscatus (A)
- Крячок рожевий, Sterna dougallii
- Крячок річковий, Sterna hirundo
- Крячок аравійський, Sterna repressa (A)
- Крячок полярний, Sterna paradisaea
- Крячок неоарктичний, Sterna forsteri (A)
- Крячок білощокий, Chlidonias hybrida
- Крячок білокрилий, Chlidonias leucopterus
- Крячок чорний, Chlidonias niger
- Крячок бурий, Anous stolidus (A)
- Водоріз американський, Rynchops niger (A)

### Родина:Поморникові(Stercorariidae)
- Поморник антарктичний, Stercorarius maccormicki (A)
- Поморник великий, Stercorarius skua
- Поморник середній, Stercorarius pomarinus
- Поморник короткохвостий, Stercorarius parasiticus
- Поморник довгохвостий, Stercorarius longicaudus

### Родина:Алькові(Alcidae)
- Люрик, Alle alle
- Кайра товстодзьоба, Uria lomvia
- Кайра тонкодзьоба, Uria aalge
- Гагарка мала, Alca torda
- Гагарка велика, Pinguinus impennis (Ext)
- Чистун арктичний, Cepphus grylle
- Чистун тихоокеанський, Cepphus columba
- Пижик охотський, Brachyramphus perdix (A)
- Моржик чорногорлий, Synthliboramphus antiquus (A)
- Білочеревець, Aethia psittacula (A)
- Конюга велика, Aethia cristatella (A)
- Іпатка атлантична, Fratercula arctica
- Іпатка тихоокеанська, Fratercula corniculata (A)
- Топорик, Fratercula cirrhata (A)

## Фаетоноподібні(Phaethontiformes)

### Родина:Фаетонові(Phaethontidae)
- Фаетон білохвостий, Phaethon lepturus (A)
- Фаетон червонодзьобий, Phaethon aethereus (A)

## Гагароподібні(Gaviiformes)

### Родина:Гагарові(Gaviidae)
- Гагара червоношия, Gavia stellata
- Гагара чорношия, Gavia arctica
- Гагара білошия, Gavia pacifica (A)
- Гагара полярна, Gavia immer
- Гагара білодзьоба, Gavia adamsii

## Буревісникоподібні(Procellariiformes)

### Родина:Океанникові(Oceanitidae)
- Океанник Вільсона, Oceanites oceanicus
- Океанник білобровий, Pelagodroma marina
- Фрегета чорночерева, Fregetta tropica (A)

### Родина:Альбатросові(Diomedeidae)
- Альбатрос мандрівний, Diomedea exulans (A)
- Альбатрос тристанський, Diomedea dabbenena (A)
- Альбатрос чорнобровий, Thalassarche melanophris (A)
- Альбатрос смугастодзьобий, Thalassar chlororhynchus (A)

### Родина:Качуркові(Hydrobatidae)
- Качурка морська, Hydrobates pelagicus
- Качурка мадерійська, Hydrobates castro
- Hydrobates monteiroi
- Качурка вилохвоста, Hydrobates monorhis (A)
- Качурка північна, Hydrobates leucorhous

### Родина:Буревісникові(Procellariidae)
- Буревісник гігантський, Macronectes giganteus (A)
- Буревісник кочівний, Fulmarus glacialis
- Пінтадо, Daption capense (A)
- Тайфунник атлантичний, Pterodroma incerta (A)
- Тайфунник м'якоперий, Pterodroma mollis (A)
- Тайфунник мадерійський, Pterodroma madeira
- Тайфунник азорський, Pterodroma feae
- Тайфунник бугіойський, Pterodroma deserta
- Тайфунник бермудський, Pterodroma cahow (A)
- Тайфунник кубинський, Pterodroma hasitata (A)
- Тайфунник кермадецький, Pterodroma neglecta (A)
- Тайфунник-провісник, Pterodroma heraldica (A)
- Тайфунник тринідадський, Pterodroma arminjoniana (A)
- Буревісник білогорлий, Procellaria aequinoctialis (A)
- Буревісник середземноморський, Calonectris diomedea
- Буревісник атлантичний, Calonectris borealis
- Буревісник кабо-вердійський, Calonectris edwardsii
- Буревісник сивий, Ardenna grisea
- Буревісник тонкодзьобий, Ardenna tenuirostris (A)
- Буревісник великий, Ardenna gravis
- Буревісник малий, Puffinus puffinus
- Буревісник східний, Puffinus yelkouan
- Буревісник балеарський, Puffinus mauretanicus
- Буревісник екваторіальний, Puffinus lherminieri (A)
- Буревісник канарський, Puffinus baroli
- Буревісник архіпелаговий, Puffinus boydi (A)
- Бульверія тонкодзьоба, Bulweria bulwerii

## Лелекоподібні(Ciconiiformes)

### Родина:Лелекові(Ciconiidae)
- Лелека-тантал африканський, Mycteria ibis
- Лелека чорний, Ciconia nigra
- Лелека білий, Ciconia ciconia
- Марабу африканський, Leptoptilos crumenifer

## Сулоподібні(Suliformes)

### Родина:Фрегатові(Fregatidae)
- Фрегат вознесенський, Fregata aquila (A)
- Фрегат карибський, Fregata magnificens (A)

## Сулоподібні(Suliformes)

### Родина:Сулові(Sulidae)
- Сула атлантична, Morus bassanus
- Сула африканська, Morus capensis (A)
- Сула жовтодзьоба, Sula dactylatra (A)
- Сула червононога, Sula sula (A)
- Сула білочерева, Sula leucogaster (A)

### Родина:Змієшийкові(Anhingidae)
- Змієшийка африканська, Anhinga rufa

### Родина:Бакланові(Phalacrocoracidae)
- Баклан малий, Microcarbo pygmaeus
- Баклан білошиїй, Phalacrocorax lucidus
- Баклан великий, Phalacrocorax carbo
- Баклан чубатий, Gulosus aristotelis
- Баклан вухатий, Nannopterum auritum

## Пеліканоподібні(Pelecaniformes)

### Родина:Ібісові(Threskiornithidae)
- Ібіс священний, Threskiornis aethiopicus (I)
- Ібіс-лисоголов марокканський, Geronticus eremita (A)
- Коровайка бура, Plegadis falcinellus
- Косар білий, Platalea leucorodia
- Косар африканський, Platalea alba (A)

### Родина:Чаплеві(Ardeidae)
- Бугай водяний, Botaurus stellaris
- Бугай американський, Botaurus lentiginosus (A)
- Бугайчик американський, Ixobrychus exilis (A)
- Бугайчик звичайний, Ixobrychus minutus
- Бугайчик амурський, Ixobrychus eurhythmus (A)
- Бугайчик африканський, Ixobrychus sturmii (A)
- Квак звичайний, Nycticorax nycticorax
- Квак чорногорлий, Nyctanassa violacea (A)
- Чапля зелена, Butorides virescens (A)
- Чапля мангрова, Butorides striata
- Чапля жовта, Ardeola ralloides
- Чапля індійська, Ardeola grayii (A)
- Чапля китайська, Ardeola bacchus (A)
- Чапля єгипетська, Bubulcus ibis
- Чапля південна, Bubulcus coromandus (A)
- Чапля сіра, Ardea cinerea
- Чапля північна, Ardea herodias (A)
- Чапля чорноголова, Ardea melanocephala
- Чапля руда, Ardea purpurea
- Чепура велика, Ardea alba
- Чепура середня, Ardea intermedia (A)
- Чепура чорна, Egretta ardesiaca (A)
- Чепура трибарвна, Egretta tricolor (A)
- Чепура блакитна, Egretta caerulea (A)
- Чепура американська, Egretta thula (A)
- Чепура мала, Egretta garzetta
- Чапля рифова, Egretta gularis

### Родина:Пеліканові(Pelecanidae)
- Пелікан рожевий, Pelecanus onocrotalus
- Пелікан кучерявий, Pelecanus crispus

## Яструбоподібні(Accipitriformes)

### Родина:Скопові(Pandionidae)
- Скопа, Pandion haliaetus

### Родина:Яструбові(Accipitridae)
- Шуліка чорноплечий, Elanus caeruleus
- Ягнятник, Gypaetus barbatus
- Стерв'ятник, Neophron percnopterus (A)
- Осоїд євразійський, Pernis apivorus
- Осоїд чубатий, Pernis ptilorhynchus
- Elanoides forficatus(інші мови) (A)
- Gyps africanus(інші мови)
- Сип бенгальський, Gyps bengalensis (A)
- Сип плямистий, Gyps rueppelli (A)
- Сип білоголовий, Gyps fulvus
- Гриф чорний, Aegypius monachus
- Гриф африканський, Torgos tracheliotos (A)
- Змієїд блакитноногий, Circaetus gallicus
- Підорлик малий, Clanga pomarina
- Підорлик великий, Clanga clanga
- Орел-карлик, Hieraaetus pennatus
- Орел степовий, Aquila nipalensis
- Могильник іспанський, Aquila adalberti (Е)
- Могильник східний, Aquila heliaca
- Беркут, Aquila chrysaetos
- Орел-карлик яструбиний, Aquila fasciata
- Яструб коротконогий, Accipiter brevipes
- Яструб малий, Accipiter nisus
- Яструб великий, Accipiter gentilis
- Лунь очеретяний, Circus aeruginosus
- Лунь польовий, Circus cyaneus
- Лунь американський, Circus hudsonius (A)
- Лунь степовий, Circus macrourus
- Лунь лучний, Circus pygargus
- Шуліка рудий, Milvus milvus
- Шуліка чорний, Milvus migrans
- Орлан-довгохвіст, Haliaeetus leucoryphus (A)
- Орлан-білохвіст, Haliaeetus albicilla
- Орлан білоголовий, Haliaeetus leucocephalus (A)
- Зимняк, Buteo lagopus
- Канюк монгольський, Buteo hemilasius (A)
- Канюк степовий, Buteo rufinus
- Канюк звичайний, Buteo buteo

## Совоподібні(Strigiformes)

### Родина:Сипухові(Tytonidae)
- Сипуха крапчаста, Tyto alba

### Родина:Совові(Strigidae)
- Сплюшка євразійська, Otus scops
- Сплюшка кіпрська, Otus cyprius (Е)
- Сова біла, Bubo scandiacus
- Пугач палеарктичний, Bubo bubo
- Сова сіра, Strix aluco
- Сова мавританська, Strix mauritanica
- Сова довгохвоста, Strix uralensis
- Сова бородата, Strix nebulosa
- Сова яструбина, Surnia ulula
- Сичик-горобець євразійський, Glaucidium passerinum
- Сич хатній, Athene noctua
- Сич волохатий, Aegolius funereus
- Ninox scutulata
- Сова вухата, Asio otus
- Сова болотяна, Asio flammeus
- Сова африканська, Asio capensis (A)

## Bucerotiformes

### Родина:Одудові(Upupidae)
- Одуд, Upupa epops

## Сиворакшоподібні(Coraciiformes)

### Родина:Сиворакшові(Coraciidae)
- Сиворакша абісинська, Coracias abyssinicus (A)
- Сиворакша євразійська, Coracias garrulus

### Родина:Рибалочкові(Alcedinidae)
- Альціон білогрудий, Halcyon smyrnensis (A)
- Рибалочка блакитний, Alcedo atthis
- Рибалочка-чубань північний, Megaceryle alcyon (A)
- Рибалочка строкатий, Ceryle rudis (A)

### Родина:Бджолоїдкові(Meropidae)
- Бджолоїдка мала, Merops orientalis (A)
- Бджолоїдка зелена, Merops persicus (A)
- Бджолоїдка звичайна, Merops apiaster

## Дятлоподібні(Piciformes)

### Родина:Дятлові(Picidae)
- Крутиголовка звичайна, Jynx torquilla
- Дятел-смоктун жовточеревий, Sphyrapicus varius (A)
- Дятел трипалий, Picoides tridactylus
- Дятел середній, Dendrocoptes medius
- Дятел малий, Dendrocopos minor
- Дятел сирійський, Dendrocopos syriacus
- Дятел звичайний, Dendrocopos major
- Дятел білоспинний, Dendrocopos leucotos
- Декол золотистий, Colaptes auratus (A)
- Жовна чорна, Dryocopus martius
- Жовна зелена, Picus viridis
- Жовна іберійська, Picus sharpei (Е)
- Жовна сива, Picus canus

## Соколоподібні(Falconiformes)

### Родина:Соколові(Falconidae)
- Боривітер степовий, Falco naumanni
- Боривітер звичайний, Falco tinnunculus
- Боривітер американський, Falco sparverius (A)
- Кібчик червононогий, Falco vespertinus
- Кібчик амурський, Falco amurensis (A)
- Підсоколик Елеонори, Falco eleonorae
- Підсоколик сірий, Falco concolor (A)
- Підсоколик малий, Falco columbarius
- Підсоколик великий, Falco subbuteo
- Ланер, Falco biarmicus
- Балабан, Falco cherrug
- Кречет, Falco rusticolus
- Сапсан, Falco peregrinus

## Папугоподібні(Psittaciformes)

### Родина:Папугові(Psittacidae)
- Калита сіроволий, Myiopsitta monachus (I)

### Родина:Psittaculidae
- Папуга Крамера, Psittacula krameri (I)

## Горобцеподібні(Passeriformes)

### Родина:Тиранові(Tyrannidae)
- Sayornis phoebe(інші мови) (A)
- Піві північний, Contopus cooperi (A)
- Піві лісовий, Contopus virens (A)
- Піві-малюк жовточеревий, Empidonax flaviventris (A)
- Піві-малюк оливковий, Empidonax virescens (A)
- Піві-малюк вербовий, Empidonax traillii (A)
- Піві-малюк вільховий, Empidonax alnorum (A)
- Піві-малюк сизий, Empidonax minimus (A)
- Тиран західний, Tyrannus verticalis (A)
- Тиран вилохвостий, Tyrannus savana (A)
- Тиран королівський, Tyrannus tyrannus (A)

### Родина:Сорокопудові(Laniidae)
- Сорокопуд сибірський, Lanius cristatus (A)
- Сорокопуд терновий, Lanius collurio
- Сорокопуд рудохвостий, Lanius isabellinus (A)
- Lanius phoenicuroides(інші мови) (A)
- Сорокопуд довгохвостий, Lanius schach (A)
- Сорокопуд чорнолобий, Lanius minor
- Сорокопуд північний, Lanius borealis (A)
- Сорокопуд сірий, Lanius excubitor
- Сорокопуд південний, Lanius meridionalis (E)
- Сорокопуд червоноголовий, Lanius senator
- Сорокопуд білолобий, Lanius nubicus

### Родина:Віреонові(Vireonidae)
- Віреон білоокий, Vireo griseus (A)
- Віреон жовтогорлий, Vireo flavifrons (A)
- Віреон сизоголовий, Vireo solitarius (A)
- Віреон цитриновий, Vireo philadelphicus (A)
- Віреон червоноокий, Vireo olivaceus (A)

### Родина:Вивільгові(Oriolidae)
- Вивільга звичайна, Oriolus oriolus

### Родина:Воронові(Corvidae)
- Кукша тайгова, Perisoreus infaustus
- Сойка звичайна, Garrulus glandarius
- Сорока іберійська, Cyanopica cooki (E)
- Сорока звичайна, Pica pica
- Горіхівка крапчаста, Nucifraga caryocatactes
- Клушиця, Pyrrhocorax pyrrhocorax
- Галка альпійська, Pyrrhocorax graculus
- Галка звичайна, Corvus monedula
- Галка даурська, Coloeus dauuricus (A)
- Ворона індійська, Corvus splendens (A)
- Грак, Corvus frugilegus
- Ворона чорна, Corvus corone
- Ворона сіра, Corvus cornix
- Крук звичайний, Corvus corax
- Крук короткохвостий, Corvus rhipidurus (A)

### Родина:Омелюхові(Bombycillidae)
- Омелюх звичайний, Bombycilla garrulus
- Омелюх американський, Bombycilla cedrorum (A)

### Родина:Синицеві(Paridae)
- Синиця чорна, Periparus ater
- Синиця чубата, Lophophanes cristatus (Е)
- Гаїчка середземноморська, Poecile lugubris
- Гаїчка сіроголова, Poecile cinctus
- Гаїчка болотяна, Poecile palustris
- Гаїчка-пухляк, Poecile montana
- Синиця канарська, Cyanistes teneriffae
- Синиця блакитна, Cyanistes caeruleus
- Синиця біла, Cyanistes cyanus
- Синиця велика, Parus major

### Родина:Ремезові(Remizidae)
- Ремез звичайний, Remiz pendulinus

### Родина:Panuridae
- Синиця вусата, Panurus biarmicus

### Родина:Жайворонкові(Alaudidae)
- Пікір великий, Alaemon alaudipes (A)
- Жайворонок товстодзьобий, Ramphocoris clotbey (A)
- Жайворонок пустельний, Ammomanes deserti (A)
- Жайворонок вохристий, Ammomanes cinctura (A)
- Жайворонок лісовий, Lullula arborea
- Жайворонок білокрилий, Alauda leucoptera (A)
- Жайворонок індійський, Alauda gulgula (A)
- Жайворонок польовий, Alauda arvensis
- Посмітюха короткопала, Galerida theklae (A)
- Посмітюха звичайна, Galerida cristata
- Жайворонок рогатий, Eremophila alpestris
- Жайворонок близькосхідний, Eremophila bilopha (A)
- Жайворонок малий, Calandrella brachydactyla
- Melanocorypha bimaciulata (A)
- Жайворонок степовий, Melanocorypha calandra (A)
- Жайворонок чорний, Melanocorypha yeltoniensis (A)
- Жайворонок-серподзьоб, Chersophilus duponti
- Жайворонок солончаковий, Alaudala cheleensis (A)
- Жайворонок сірий, Alaudala rufescens
- Alaudala heinei

### Родина:Бюльбюлеві(Pycnonotidae)
- Бюльбюль рудогузий, Pycnonotus leucotis
- Бюльбюль темноголовий, Pycnonotus barbatus

### Родина:Ластівкові(Hirundinidae)
- Ластівка мала, Riparia paludicola (A)
- Ластівка берегова, Riparia riparia
- Ластівка бліда, Riparia diluta
- Білозорка річкова, Tachycineta bicolor (A)
- Щурик пурпуровий, Progne subis (A)
- Ластівка сільська, Hirundo rustica
- Ластівка скельна, Ptyonoprogne rupestris
- Ластівка пустельна, Ptyonoprogne obsoleta (A)
- Ластівка афро-азійська, Ptyonoprogne fuligula (A)
- Ластівка міська, Delichon urbicum
- Ластівка даурська, Cecropis daurica (A)
- Ясківка білолоба, Petrochelidon pyrrhonota

### Родина:Cettiidae
- Очеретянка середземноморська, Cettia cetti

### Родина:Ополовникові(Aegithalidae)
- Синиця довгохвоста, Aegithalos caudatus

### Родина:Вівчарикові(Phylloscopidae)
- Вівчарик жовтобровий, Phylloscopus sibilatrix
- Вівчарик світлочеревий, Phylloscopus bonelli
- Вівчарик золотогузий, Phylloscopus orientalis (A)
- Вівчарик алтайський, Phylloscopus humei (A)
- Вівчарик лісовий, Phylloscopus inornatus
- Вівчарик золотомушковий, Phylloscopus proregulus
- Вівчарик товстодзьобий, Phylloscopus schwarzi (A)
- Вівчарик бурий, Phylloscopus fuscatus (A)
- Вівчарик іранський, Phylloscopus neglectus (A)
- Вівчарик весняний, Phylloscopus trochilus
- Вівчарик світлокрилий, Phylloscopus sindianus (A)
- Вівчарик канарський, Phylloscopus canariensis (E)
- Вівчарик-ковалик, Phylloscopus collybita
- Вівчарик іберійський, Phylloscopus ibericus
- Phylloscopus coronatus (A)
- Вівчарик жовточеревий, Phylloscopus nitidus (A)
- Вівчарик амурський, Phyloscopus plumbeitarsus (A)
- Вівчарик зелений, Phylloscopus trochiloides
- Вівчарик довгодзьобий, Phylloscopus magnirostris (A)
- Вівчарик світлоногий, Phylloscopus tenellipes (A)
- Phylloscopus examinandus (A)
- Вівчарик шелюговий, Phylloscopus borealis

### Родина:Очеретянкові(Acrocephalidae)
- Очеретянка велика, Acrocephalus arundinaceus
- Очеретянка південна, Acrocephalus stentoreus (A)
- Очеретянка тонкодзьоба, Acrocephalus melanopogon
- Очеретянка прудка, Acrocephalus paludicola
- Очеретянка лучна, Acrocephalus schoenobaenus
- Очеретянка індійська, Acrocephalus agricola (A)
- Очеретянка садова, Acrocephalus dumetorum
- Очеретянка ставкова, Acrocephalus scirpaceus
- Очеретянка африканська, Acrocephalus baeticatus
- Очеретянка чагарникова, Acrocephalus palustris
- Очеретянка товстодзьоба, Arundinax aedon (A)
- Берестянка мала, Iduna caligata (A)
- Берестянка південна, Iduna rama (A)
- Берестянка бліда, Iduna pallida
- Берестянка західна, Iduna opaca
- Берестянка пустельна, Hippolais languida (A)
- Берестянка оливкова, Hippolais olivetorum
- Берестянка багатоголоса, Hippolais polyglotta
- Берестянка звичайна, Hippolais icterina

### Родина:Кобилочкові(Locustellidae)
- Кобилочка тайгова, Helopsaltes fasciolatus (A)
- Кобилочка співоча, Helopsaltes certhiola (A)
- Кобилочка плямиста, Locustella lanceolata (A)
- Кобилочка річкова, Locustella fluviatilis
- Кобилочка солов'їна, Locustella luscinioides
- Кобилочка-цвіркун, Locustella naevia

### Родина:Тамікові(Cisticolidae)
- Таміка віялохвоста, Cisticola juncidis
- Принія афро-азійська, Prinia gracilis

### Родина:Кропив'янкові(Sylviidae)
- Кропив'янка чорноголова, Sylvia atricapilla
- Кропив'янка садова, Sylvia borin
- Кропив'янка рябогруда, Curruca nisoria
- Кропив'янка мала, Curruca minula (A)
- Кропив'янка прудка, Curruca curruca
- Кропив'янка гірська, Curruca althaea (A)
- Кропив'янка співоча, Curruca hortensis
- Кропив'янка товстодзьоба, Curruca crassirostris
- Кропив'янка африканська, Curruca deserti (A)
- Кропив'янка пустельна, Curruca nana (A)
- Кропив'янка алжирська, Curruca deserticola
- Кропив'янка біловуса, Curruca mystacea (A)
- Кропив'янка Рюпеля, Curruca ruppeli
- Кропив'янка кіпрська, Curruca melanothorax (Е)
- Кропив'янка середземноморська, Curruca melanocephala (Е)
- Кропив'янка берберійська, Curruca iberiae
- Кропив'янка південноєвропейська, Curruca subalpina
- Кропив'янка червоновола, Curruca cantillans
- Кропив'янка сіра, Curruca communis
- Кропив'янка піренейська, Curruca conspicillata
- Кропив'янка сардинська, Curruca sarda
- Кропив'янка прованська, Curruca undata
- Кропив'янка балеарська, Curruca balearica (E)

### Родина:Leiothrichidae
- Мезія жовтогорла, Leiothrix lutea (I)

### Родина:Золотомушкові(Regulidae)
- Золотомушка червоночуба, Regulus ignicapillus
- Золотомушка жовточуба, Regulus regulus
- Золотомушка мадерійська, Regulus madeirensis (Е)
- Золотомушка рубіновочуба, Corthylio calendula (A)

### Родина:Воловоочкові(Troglodytidae)
- Волове очко, Troglodytes troglodytes

### Родина:Повзикові(Sittidae)
- Повзик рудоволий, Sitta krueperi
- Повзик канадський, Sitta canadensis (A)
- Повзик корсиканський, Sitta whiteheadi (E)
- Повзик скельний, Sitta neumayer
- Повзик звичайний, Sitta europaea

### Родина:Стінолазові(Tichodromidae)
- Стінолаз, Tichodroma muraria

### Родина:Підкоришникові(Certhiidae)
- Підкоришник звичайний, Certhia familiaris
- Підкоришник короткопалий, Certhia brachydactyla

### Родина:Пересмішникові(Mimidae)
- Пересмішник сірий, Dumetella carolinensis (A)
- Пересмішник багатоголосий, Mimus polyglottos (A)
- Тремблер прямодзьобий, Toxostoma rufum (A)

### Родина:Шпакові(Sturnidae)
- Майна чубата, Acridotheres cristatellus (I)
- Шпак даурський, Agropsar sturninus (A)
- Шпак рожевий, Pastor roseus
- Шпак звичайний, Sturnus vulgaris
- Sturnus unicolor

### Родина:Дроздові(Turdidae)
- Квічаль сибірський, Geokichla sibirica (A)
- Квічаль тайговий, Zoothera aurea
- Квічаль строкатий, Zoothera dauma (A)
- Квічаль рудобровий, Ixoreus naevius (A)
- Дрізд-короткодзьоб бурий, Catharus fuscescens (A)
- Дрізд-короткодзьоб малий, Catharus minimus (A)
- Дрізд-короткодзьоб Свенсона, Catharus ustulatus (A)
- Дрізд-короткодзьоб плямистоволий, Catharus guttatus (A)
- Дрізд лісовий, Hylocichla mustelina (A)
- Дрізд індійський, Turdus unicolor (A)
- Дрізд гірський, Turdus torquatus
- Дрізд чорний, Turdus merula
- Дрізд вузькобровий, Turdus obscurus (A)
- Дрізд чорноволий, Turdus atrogularis
- Дрізд рудоволий, Turdus ruficollis (A)
- Дрізд Наумана, Turdus naumanni (A)
- Дрізд Наумана, Turdus naumanni
- Чикотень, Turdus pilaris
- Дрізд білобровий, Turdus iliacus
- Дрізд співочий, Turdus philomelos
- Дрізд-омелюх, Turdus viscivorus
- Дрізд мандрівний, Turdus migratorius (A)

### Родина:Мухоловкові(Muscicapidae)
- Соловейко рудохвостий, Cercotrichas galactotes
- Мухоловка сіра, Muscicapa striata
- Мухоловка корсико-сардинська, Muscicapa tyrrhenica (Е)
- Мухоловка сибірська, Muscicapa sibirica (A)
- Мухоловка бура, Muscicapa dauurica (A)
- Вільшанка, Erithacus rubecula
- Соловейко синій, Larvivora cyane (A)
- Соловейко-свистун, Larvivora sibilans (A)
- Синьошийка, Luscinia svecica
- Соловейко східний, Luscinia luscinia
- Соловейко західний, Luscinia megarhynchos
- Соловейко білогорлий, Irania gutturalis
- Соловейко червоногорлий, Calliope calliope (A)
- Синьохвіст тайговий, Tarsiger cyanurus
- Мухоловка північна, Ficedula albicilla (A)
- Мухоловка мала, Ficedula parva (A)
- Мухоловка кавказька, Ficedula semitorquata
- Мухоловка строката, Ficedula hypoleuca
- Мухоловка білошия, Ficedula albicollis
- Мухоловка атласька, Ficedula speculigera (A)
- Горихвістка рудоспинна, Phoenicurus erythronotus
- Горихвістка чорна, Phoenicurus ochruros
- Горихвістка звичайна, Phoenicurus phoenicurus
- Горихвістка алжирська, Phoenicurus moussieri (A)
- Горихвістка сиза, Phoenicurus fuliginosus (A)
- Скеляр строкатий, Monticola saxatilis
- Скеляр синій, Monticola solitarius
- Трав'янка лучна, Saxicola rubetra
- Saxicola dacotiae(інші мови) (Е)
- Saxicola rubicola
- Saxicola maurus
- Saxicola stejnegeri(інші мови)
- Saxicola torquatus
- Трав'янка чорна, Saxicola caprata (A)
- Кам'янка звичайна, Oenanthe oenanthe
- Кам'янка попеляста, Oenanthe isabellina
- Кам'янка пустельна, Oenanthe deserti (A)
- Кам'янка іспанська, Oenanthe hispanica
- Кам'янка строката, Oenanthe melanoleuca
- Кам'янка кіпрська, Oenanthe cypriaca (Е)
- Кам'янка лиса, Oenanthe pleschanka
- Кам'янка рудогуза, Oenanthe moesta (A)
- Oenanthe picata(інші мови) (A)
- Кам'янка білогуза, Oenanthe leucura
- Oenanthe leucopyga(інші мови) (A)
- Oenanthe finschii(інші мови) (A)
- Oenanthe xanthoprymna (A)

### Родина:Пронуркові(Cinclidae)
- Пронурок біловолий, Cinclus cinclus

### Родина:Горобцеві(Passeridae)
- Горобець хатній, Passer domesticus
- Горобець італійський, Passer italiae
- Горобець чорногрудий, Passer hispaniolensis
- Горобець месопотамський, Passer moabiticus (A)
- Горобець польовий, Passer montanus
- Горобець скельний, Petronia petronia
- В'юрок сніговий, Montifringilla nivalis

### Родина:Ткачикові(Ploceidae)
- Ткачик чорноголовий, Ploceus melanocephalus (I)
- Вайдаг золотистий, Euplectes afer (I)

### Родина:Астрильдові(Estrildidae)
- Мунія іржаста, Lonchura punctulata (I)
- Мунія трибарвна, Lonchura malacca
- Мунія чорноголова, Lonchura atricapilla (I)
- Астрильд смугастий, Estrilda astrild (I)
- Бенгалик червоний, Amandava amandava (I)

### Родина:Тинівкові(Prunellidae)
- Тинівка альпійська, Prunella collaris
- Тинівка сибірська, Prunella montanella (A)
- Тинівка передньоазійська, Prunella ocularis
- Тинівка чорногорла, Prunella atrogularis (A)
- Тинівка лісова, Prunella modularis

### Родина:Плискові(Motacillidae)
- Плиска жовта, Motacilla flava
- Плиска аляскинська, Motacilla tschutschensis
- Плиска жовтоголова, Motacilla citreola
- Плиска гірська, Motacilla cinerea
- Плиска біла, Motacilla alba
- Щеврик азійський, Anthus richardi
- Щеврик іржастий, Anthus rufulus (A)
- Щеврик забайкальський, Anthus godlewskii (A)
- Щеврик польовий, Anthus campestris
- Щеврик довгодзьобий, Anthus similis (A)
- Щеврик лучний, Anthus pratensis
- Щеврик лісовий, Anthus trivialis
- Щеврик оливковий, Anthus hodgsoni (A)
- Щеврик сибірський, Anthus gustavi (A)
- Щеврик червоногрудий, Anthus cervinus
- Щеврик американський, Anthus rubescens (A)
- Щеврик гірський, Anthus spinoletta
- Щеврик острівний, Anthus petrosus
- Щеврик архіпелаговий, Anthus berthelotii (Е)

### Родина:В'юркові(Fringillidae)
- Зяблик звичайний, Fringilla coelebs
- Зяблик блакитний, Fringilla teydea (Е)
- Fringilla polatzeki(інші мови) (Е)
- В'юрок, Fringilla montifringilla
- Hesperiphona vespertina (A)
- Костогриз звичайний, Coccothraustes coccothraustes
- Смеречник тайговий, Pinicola enucleator
- Снігур звичайний, Pyrrhula pyrrhula
- Снігур азорський, Pyrrhula murina
- Чечевичник малиновокрилий, Rhodopechys sanguineus
- Bucanetes githagineus(інші мови)
- Снігар монгольський, Bucanetes mongolicus
- Катуньчик сивоголовий, Leucosticte tephrocotis
- Чечевиця євразійська, Carpodacus erythrinus
- Чечевиця велика, Carpodacus rubicilla (A)
- Чечевиця сибірська, Carpodacus roseus (A)
- Зеленяк звичайний, Chloris chloris
- Чечітка гірська, Linaria flavirostris
- Коноплянка, Linaria cannabina
- Чечітка звичайна, Acanthis flammea
- Чечітка мала, Acanthis cabararet
- Чечітка біла, Acanthis hornemanni
- Шишкар сосновий, Loxia pytyopsittacus
- Шишкар шотландський, Loxia scotica (E)
- Шишкар ялиновий, Loxia curvirostra
- Шишкар білокрилий, Loxia leucoptera
- Щиглик звичайний, Carduelis carduelis
- Чиж цитриновий, Carduelis citrinella (Е)
- Carduelis corsicana(інші мови) (Е)
- Щедрик королівський, Serinus pusillus (A)
- Щедрик європейський, Serinus serinus
- Канарка, Serinus canaria (Е)
- Serinus canicollis(інші мови) (A)
- Чиж лісовий, Spinus spinus

### Родина:Calcariidae
- Подорожник лапландський, Calcarius lapponicus
- Пуночка снігова, Plectrophenax nivalis

### Родина:Вівсянкові(Emberizidae)
- Просянка, Emberiza calandra
- Вівсянка звичайна, Emberiza citrinella
- Вівсянка білоголова, Emberiza leucocephalos (A)
- Вівсянка гірська, Emberiza cia
- Вівсянка скельна, Emberiza buchanani (A)
- Вівсянка сіра, Emberiza cineracea
- Вівсянка садова, Emberiza hortulana
- Вівсянка сивоголова, Emberiza caesia
- Вівсянка городня, Emberiza cirlus
- Вівсянка строкатоголова, Emberiza striolata
- Вівсянка сахарська, Emberiza sahari (A)
- Вівсянка сіроголова, Emberiza fucata (A)
- Вівсянка-крихітка, Emberiza pusilla
- Вівсянка жовтоброва, Emberiza chrysophrys (A)
- Вівсянка-ремез, Emberiza rustica
- Вівсянка лучна, Emberiza aureola (A)
- Вівсянка руда, Emberiza rutila (A)
- Вівсянка чорноголова, Emberiza melanocephala
- Вівсянка рудоголова, Emberiza bruniceps (A)
- Вівсянка сибірська, Emberiza spodocephala (A)
- Вівсянка полярна, Emberiza pallasi (A)
- Вівсянка очеретяна, Emberiza schoeniclus

### Родина:Passerellidae
- Потюк, Chondestes grammacus (A)
- Вівсянка рябогруда, Passerella iliaca (A)
- Вівсянка північна, Spizelloides arborea (A)
- Юнко сірий, Junco hyemalis
- Бруант білобровий, Zonotrichia leucophrys (A)
- Бруант білогорлий, Zonotrichia albicollis (A)
- Вівсянка саванова, Passerculus sandwichensis (A)
- Пасовка співоча, Melospiza melodia (A)
- Пасовка вохриста, Melospiza lincolnii (A)
- Тауї східний, Pipilo erythrophthalmus (A)

### Родина:Icteriidae
- Іктерія, Icteria virens (A)

### Родина:Трупіалові(Icteridae)
- Тордо жовтоголовий, Xanthocephalus xanthocephalus (A)
- Гоглу, Dolichonyx oryzivorus (A)
- Трупіал балтиморський, Icterus galbula (A)
- Еполетник червоноплечий, Agelaius phoeniceus (A)
- Вашер буроголовий, Molothrus ater (A)
- Трупіалець північний, Euphagus carolinus (A)
- Гракл пурпуровошиїй, Quiscalus quiscula (A)

### Родина:Піснярові(Parulidae)
- Смугастоволець оливковий, Seiurus aurocapilla (A)
- Смугастоволець білобровий, Parkesia motacilla (A)
- Смугастоволець річковий, Parkesia noveboracensis (A)
- Червоїд золотокрилий (Vermivora chrysoptera) (A)
- Червоїд жовтоголовий, Vermivora cyanoptera (A)
- Пісняр строкатий, Mniotilta varia (A)
- Пісняр жовтий, Protonotaria citrea (A)
- Червоїд світлобровий, Leiothlypis peregrina (A)
- Червоїд оливковий, Leiothlypis celata (A)
- Червоїд сіроголовий, Leiothlypis ruficapilla (A)
- Цитринка сіровола, Oporornis agilis (A)
- Цитринка чорновола, Geothlypis philadelphia (A)
- Жовтогорлик північний, Geothlypis trichas (A)
- Болотянка чорногорла, Setophaga citrina (A)
- Пісняр горихвістковий, Setophaga ruticilla (A)
- Пісняр-лісовик рудощокий, Setophaga tigrina (A)
- Пісняр-лісовик блакитний, Setophaga cerulea (A)
- Пісняр північний, Setophaga americana (A)
- Пісняр-лісовик канадський, Setophaga magnolia (A)
- Пісняр-лісовик каштановий, Setophaga castanea (A)
- Пісняр-лісовик рудоволий, Setophaga fusca (A)
- Пісняр-лісовик золотистий, Setophaga petechia (A)
- Пісняр-лісовик рудобокий, Setophaga pensylvanica (A)
- Пісняр-лісовик білощокий, Setophaga striata (A)
- Пісняр-лісовик сизий, Setophaga caerulescens (A)
- Пісняр-лісовик рудоголовий, Setophaga palmarum (A)
- Пісняр-лісовик сосновий, Setophaga pinus (A)
- Пісняр-лісовик жовтогузий, Setophaga coronata (A)
- Пісняр-лісовик миртовий, Setophaga auduboni (A)
- Пісняр-лісовик чорнощокий, Setophaga dominica (A)
- Пісняр-лісовик прерієвий, Setophaga discolor (A)
- Пісняр-лісовик чорногорлий, Setophaga virens (A)
- Болотянка строкатовола, Cardellina canadensis (A)
- Болотянка мала, Cardellina pusilla (A)

### Родина:Кардиналові(Cardinalidae)
- Піранга пломениста, Piranga rubra (A)
- Піранга кармінова, Piranga olivacea (A)
- Кардинал-довбоніс червоноволий, Pheucticus ludovicianus (A)
- Лускун, Spiza americana (A)
- Скригнатка синя, Pheucticus caerulea (A)
- Скригнатка індигова, Passerina cyanea (A)